# Україна нескорена
Україна нескорена — український цикл, документальний фільм про важку боротьбу України за незалежність. У фільмі використані відеоматеріали з архівів Романа Круцика, документи фотовиставок Івано-Франківської та Київської організацій Товариства «Меморіал» і Музею визвольних змагань Прикарпатського краю.

## Інформація про фільм
Шестисерійний український, документальний фільм _Україна нескорена_, добре поставлений, з чудовим коментарем та правдивим сюжетом, шляхом глибокого дослідження оповідає про вбивць нашого народу. Так хто ж вони? Чому ніхто не називає їх на ім'я? Чому, врешті влада, масмедіа та інші великі люди мовчать? Невже ця, болюча тема, нікому не потрібна і нам байдуже «хто» і «за що» розпинав нашу знедолену націю. Фільм правдиво розкриває різні періоди буття нашої Батьківщини та нації в епоху панування злочинного комуністичного режиму. Політичний оглядач Борис Гривачевський, цитуючи рядки геніальних віршів Ліни Костенко, привідкриває завісу цієї «таємниці» і не боїться називати речі своїми іменами…